# Dicranomyia (Dicranomyia) fata
Dicranomyia (Dicranomyia) fata is een tweevleugelige uit de familie steltmuggen (Limoniidae). De soort komt voor in het Australaziatisch gebied.